# 夏弗湖 (加利福尼亞州)
夏弗湖（英語：Shaver Lake）是位於美國加利福尼亞州弗雷斯諾縣的一個人口普查指定地區。

## 地理
夏弗湖的座標為36°06′15″N 119°19′03″W / 36.10417°N 119.31750°W，而該地最高點為海拔高度1715米（即5617英尺）。

## 人口
根據2010年美國人口普查的數據，夏弗湖的面積為89.330平方千米，當中陸地面積為83.433平方千米，而水域面積為5.897平方千米。當地共有人口634人，而人口密度為每平方千米7人。